# Оуквуд (Мисури)
Оуквуд (енгл. Oakwood) град је у америчкој савезној држави Мисури.

## Демографија
По попису из 2010. године број становника је 185, што је 12 (-6,1%) становника мање него 2000. године.
| Група             | 2000.       | 2010.       |
| Белци             | 187 (94,9%) | 171 (92,4%) |
| Афроамериканци    | 0 (0,0%)    | 0 (0,0%)    |
| Азијати           | 3 (1,5%)    | 0 (0,0%)    |
| Хиспаноамериканци | 6 (3,0%)    | 11 (5,9%)   |
| Укупно            | 197         | 185         |